# 발렌타인 (2001년 영화)
《발렌타인》(영어: Valentine)은 미국에서 제작된 제이미 블랭크스 감독의 2001년 슬래셔 영화이다. 데니즈 리처즈, 데이비드 보리아너스, 말리 셸턴, 제시카 캡쇼, 캐서린 하이글 등이 출연하였고, 딜런 셀러스 등이 제작에 참여하였다.

## 줄거리
1988년 샌프란시스코 중학교에서 외톨이 제러미 멜턴이 밸런타인 데이에 인기인 셸리, 릴리, 페이지, 케이트에게 차례로 춤을 청한다. 케이트는 정중하게 거절하지만 나머지 셋은 심한 말로 제러미를 조롱한다.
하지만 통통한 부잣집 딸 도러시가 제러미에게 응하고, 둘은 숨어서 입을 맞추다가 학교 불량배인 조 무리에게 이를 들킨다. 창피를 당하기 싫은 도러시는 제러미가 자신에게 강제로 그런 거라고 거짓된 주장을 하고 제러미는 심하게 얻어맞는다. 도러시, 셸리, 릴리, 페이지, 조는 제러미에게 불리한 증언을 한다. 퇴학을 당한 제러미는 소년원에 수감되고, 후에 정신 병원에 들어간다.
현재. 과거 제러미를 가해했던 사람들에게 JM이란 서명이 남겨져 있는 협박성 밸런타인 카드가 도착한다. 곧 이들은 트렌치코트를 입고 큐피드 가면을 쓴 괴한에게 하나둘 살해되기 시작한다.

## 출연
- 데니즈 리처즈 - 페이지 프레스콧 역
- 데이비드 보리아너스 - 애덤 카 / 제러미 멜턴 역
- 말리 셸턴 - 케이트 데이비스 역
- 제시카 캡쇼 - 도러시 휠러 역
- 캐서린 하이글 - 셸리 피셔 역
- 헤디 버레스 - 루시 워커 역
- 제시카 코피얼 - 릴리 보이트 역
- 대니얼 코스그로브 - 캠벨 모리스 역
- 조니 휘트워스 - 맥스 레이미 역
- 애덤 J. 해링턴 - 제이슨 마켓 역
- 앨릭스 다이어컨 - 목사 역
- 스털링 매케이 - 조 털가 역
- 노엘 피셔 - 털가 패거리 1 역
- 타이 올슨

## 기타 제작진
- 배역: 리사 비치
- 미술: 스티븐 게이건
- 의상: 캐린 노셀라